# Taxithelium subsimilans
Taxithelium subsimilans är en bladmossart som beskrevs av Brotherus 1909. Taxithelium subsimilans ingår i släktet Taxithelium och familjen Sematophyllaceae. Inga underarter finns listade i Catalogue of Life.